# Sarah Elfreth

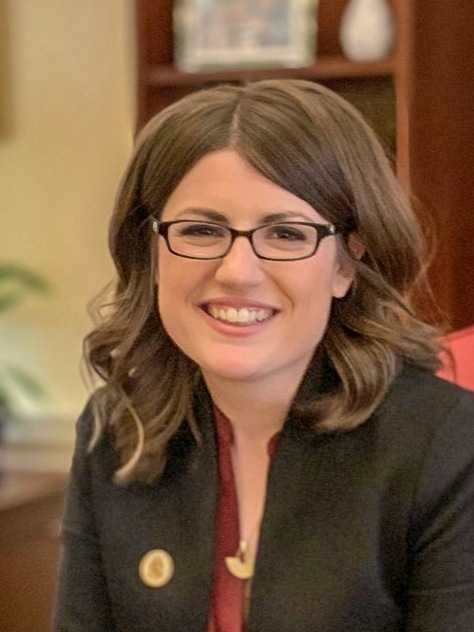
Sarah Elfreth (2019)

Sarah Kelly Elfreth (* 9. September 1988 in Barrington, New Jersey) ist eine US-amerikanische Politikerin der Demokratischen Partei. Sie wurde 2018 zum bis dahin jüngsten Mitglied des Senats von Maryland gewählt. 2024 wurde die Senatorin im 3. Kongresswahlbezirk Marylands in das Repräsentantenhaus der Vereinigten Staaten gewählt.

## Leben
Nach dem Abschluss der High School 2006 in Haddon Heights in New Jersey studierte Sarah Elfreth an der Towson University Politikwissenschaft und schloss dort mit einem Bachelor magna cum laude ab. Von 2010 bis 2012 studierte sie Bildungswissenschaft und Sozialpolitik an der Johns Hopkins University. Während des Studiums absolvierte die 2011 ein Praktikum bei dem damaligen Whip im Repräsentantenhaus Steny Hoyer. Elfreth schloss dieses Studium mit dem Master of Public Policy ab.
Nach dem Studium war sie bis zum September 2016 Government Affairs Director beim National Aquarium in Baltimore. Anschließend war sie bis Juni 2017 Senior Director of University Projects bei Margrave Strategies.
Sie lebt mit ihrem Lebenspartner in Annapolis.

## Politik
Bei den Wahlen 2018 bewarb sich Sarah Elfreth im 30. Senatswahlkreis um einen Sitz im Senat von Maryland. Sie gewann die Vorwahl der Demokratischen Partei mit 58,8 % und die Hauptwahl mit 53,8 %. Bei der Wiederwahl 2020 hatte sie in der Vorwahl keine Rivalen und wurde in der Hauptwahl mit 57,4 % im Amt bestätigt. Sie war die jüngste Person, die je in den Senat des Bundesstaates Maryland gewählt wurde. In den zwei Legislaturperioden brachte sie mit über 80 erfolgreich eingebrachten Gesetzen mehr Gesetze ein als jeder andere Abgeordnete beider Parlamentskammern. Zuletzt gehörte Elfreth im Staatssenat dem Budget & Taxation Committee an und war Ausschussvorsitzende des Chesapeake and Atlantic Coastal Bays Critical Area Committee.
Nachdem John Sarbanes angekündigt hatte, nicht erneut im 3. Wahldistrikt anzutreten, bewarben sich über 20 Demokraten, einschließlich Elfreth, in der Vorwahl zu den Kongresswahlen 2024 um Sarbanes’ Nachfolge. Auf republikanischer Seite gab es neun weitere Kandidaten.
In der Vorwahl konnte sie sich mit 36,2 % als demokratische Kandidatin für die Hauptwahl qualifizieren.
Bei der Hauptwahl erhielt Sarah Elfreth 59,4 % der Stimmen und wurde damit in den 119. Kongress gewählt.